# 拍車
拍車（はくしゃ）とは、馬術において脚扶助による騎手から馬への推進の合図（扶助）を強化する副扶助のための道具である。馬に苦痛を与えるための懲罰の道具ではない。

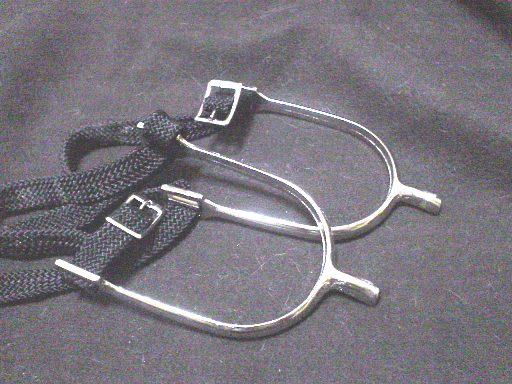
ブリティッシュ式の標準的な棒拍

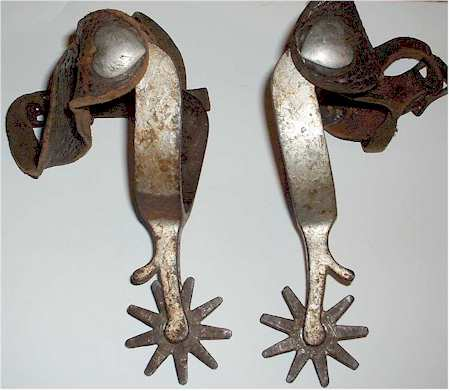
ウエスタン式の輪拍

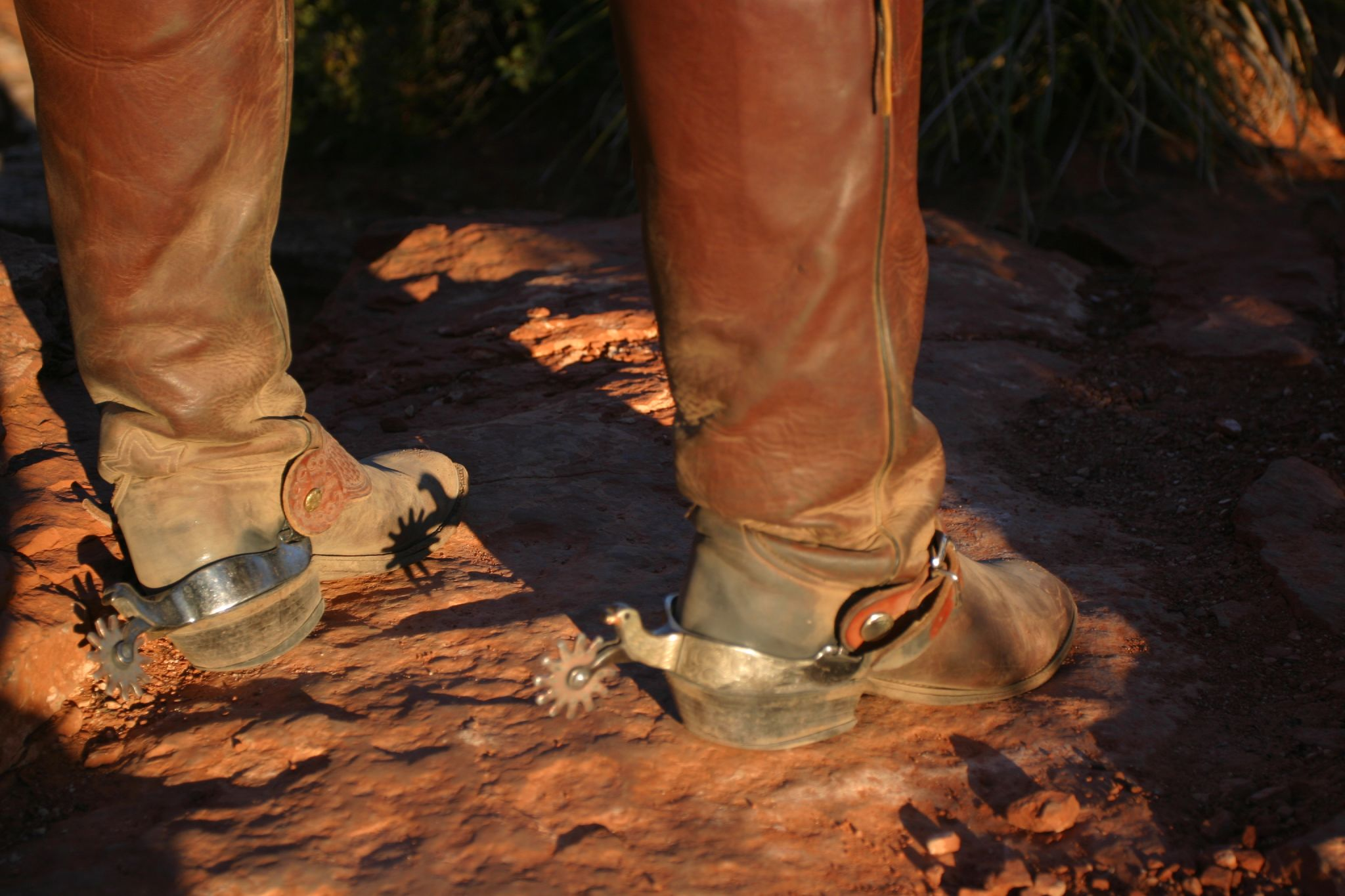
ウエスタン式の輪拍を装着状況

## 概要
靴の踵の部分に装着する。乗馬用の靴（多くは長靴）には踵の上に拍車置きと呼ばれる突起があり、細いベルトで固定される。
形状によって棒状の突起（柄、枝、棒）を持つ「棒拍」と、西部劇などでよく見られる円盤状の「輪拍」などがある。棒拍の中でも先端が平面のもの、球面のものなどの違いがあり、輪拍では円盤にギザギザがあるものとないものの違いがある。突起の長さも1センチ程度のものから4センチ程度のものまである。突起が下向きに湾曲していたり、突起の先端が丸まっていたりする方が、馬への当たりが優しいので、拍車の効きは穏やかとなる。最近では突起のついていない擬似拍車や先端部の取替えが可能な拍車も販売されている。
馬によっては拍車によって興奮状態になってしまうので、拍車をつけない方が良い場合がある。
拍車による扶助も刺激の一種であるから、こればかりに頼り常に拍車を入れていては、馬も刺激に慣れてしまい、ついには脚扶助への反応が得られなくなってしまう。
江戸時代までの日本の馬術においては、鋳鉄製の鐙のかかと付近の突起を拍車として使い、アメリカ大陸の先住民は、尖らせた鹿などの角 (つの) の一部を足に縛り付けて利用していた。
「拍車をかける」という慣用句は馬に限らず、物事の進行を加速させる意味で使われる。
中世ヨーロッパでは剣と共に騎士の象徴であり、騎士となる若者には騎士叙任式の際に授けられていた。

## 馬術競技会における拍車
馬場馬術競技においては、初級人馬向け競技を除き、拍車の着用は必須である。
拍車は金属製でなければならない。拍車の柄（shank）は下方に湾曲しているものであれ真直のものであれ、騎手の長靴に装着された状態で、拍車の中央からまっすぐ後ろを指すものでなければならない。拍車の腕（arms）はなめらかであり、とがっていてはならない。もし輪拍が用いられる場合は、輪の部分がなめらかでとがっていないものであり、かつ自由に回転するものでなければならない。金属製の拍車に、硬質プラスチック製の先端（knobs）をつけた「インパルス（Implus）」拍車の使用は認められる。柄のない「擬似（Dummy）」拍車の使用は認められる。

## 競馬における拍車
競馬においても拍車は使用されているが、現代の競馬では、騎乗姿勢が鐙が短いモンキー姿勢となったため、使用してもゼッケンに当たることが多く、少しでも効果を上げるために、ゼッケンの裾を折り曲げる騎手もいる。また大井競馬場で使用しているゼッケンは、拍車を付ける事を前提に、上下の寸法が小さめに作られている。
日本では、競馬法の規定によって、先端の刺輪を特に鋭利にしたり、突起部分を内側に向けることが禁じられているが、2009年まで使用自体の制限はされていなかった。2010年1月1日より日本中央競馬会（JRA）では、やむを得ない理由により裁決委員から許可を得た場合を除き拍車の使用を禁止することになり、2011年4月1日より地方競馬でも拍車の使用が禁止されることになった。2020年1月1日よりJRAでもすべての競走における拍車の使用が禁止されることになった。
海外では、拍車は馬体を傷つけるものとの認識があり、平地競走では使用を禁止している国が多く、許可している国についても、アプレンティス（見習騎手）の使用は禁止している。競馬関係の国際会議においても、拍車の使用は障害競走に限定すべきとの議論が大勢を占めているため、平地競馬における使用は許可されていない。